# Kościół Zesłania Ducha Świętego w Krasnobrodzie
Kościół Zesłania Ducha Świętego w Krasnobrodzie – rzymskokatolicki kościół parafialny należący do parafii pod tym samym wezwaniem (dekanat Krasnobród diecezji zamojsko-lubaczowskiej).
Prace budowlane zostały rozpoczęte 14 czerwca 2000 roku. 29 września 2000 roku biskup Jan Śrutwa poświęcił krzyż i plac pod budowę świątyni. Do budowy świątyni zostały użyte metalowe elementy z papieskiego ołtarza w czasie wizyty Jana Pawła II w Zamościu, które są elementami konstrukcji nawy głównej i naw bocznych. 31 maja 2004 roku po raz pierwszy została odprawiona msza święta w powstającej świątyni, w której uczestniczyli mieszkańcy Domów Opieki Społecznej województwa lubelskiego, mszę świętą celebrował biskup Jan Śrutwa. 27 maja 2007 roku o godzinie 16.00 biskup Wacław Depo konsekrował świątynię.
Budowla jest jednonawowa o powierzchni 541 metrów kwadratowych, murowana, wzniesiona z cegły, bez tynków zewnętrznych w stylu nawiązuje do klasycznej architektury kościelnej. Posadzka granitowa została wykonana według projektu Doroty i Jarosława Bury. W ołtarzu głównym są przedstawione motywy uwielbienia Chrystusa oraz Zesłania Ducha Świętego. Rzeźba została wykonana z odlewu brązu i mosiądzu i zaprojektowana przez Andrzeja Pasonia ze Starego Sącza. Wnętrze jest ozdobione obrazami namalowanymi przez Mieczysława Kozdrę (Pietà, Ostatnia Wieczerza, Matka Boska Loretańska, św. Brat Albert, św. Jan Paweł II) i Jana Szarlika (Jezus Miłosierny, Matka Boska Krasnobrodzka, św. Faustyna).